# Live: The Beautiful Soul Tour
Live: The Beautiful Soul Tour es el nombre del álbum en vivo y álbum en DVD del cantante estadounidense Jesse McCartney; las canciones son de su álbum debut Beautiful Soul. Las canciones "Come To Me" y "Why Is Love So Hard To Find?" fueron reemplazadas por dos nuevas canciones, "The Best Day Of My Life" y "Good Life".

## Canciones
| Edición estándar |                           |          |  |
| N.º              | Título                    | Duración |  |
| 1.               | «Without U»               | 3:58     |  |
| 2.               | «That Was Then»           | 3:51     |  |
| 3.               | «Because You Live»        | 3:43     |  |
| 4.               | «Good Life»               | 3:17     |  |
| 5.               | «She's No You»            | 3:21     |  |
| 6.               | «The Best Day Of My Life» | 2:50     |  |
| 7.               | «Take Your Sweet Time»    | 5:20     |  |
| 8.               | «Why Don't You Kiss Her?» | 3:39     |  |
| 9.               | «What's Your Name?»       | 7:10     |  |
| 10.              | «The Stupid Things»       | 5:00     |  |
| 11.              | «Beautiful Soul»          | 4:26     |  |
| 12.              | «Get Your Shine On»       | 6:46     |  |
| 53:21            |                           |          |  |

| Edición iTunes |                                    |          |  |
| N.º            | Título                             | Duración |  |
| 13.            | «Radio Disney Exclusive Interview» | 3:10     |  |
| 56:31          |                                    |          |  |

| Edición especial japonesa CD |                                                                         |          |  |
| N.º                          | Título                                                                  | Duración |  |
| 1.                           | «Without U»                                                             | 3:58     |  |
| 2.                           | «That Was Then»                                                         | 3:51     |  |
| 3.                           | «Because You Live»                                                      | 3:43     |  |
| 4.                           | «Good Life»                                                             | 3:17     |  |
| 5.                           | «She's No You»                                                          | 3:21     |  |
| 6.                           | «The Best Day Of My Life»                                               | 2:50     |  |
| 7.                           | «Take Your Sweet Time»                                                  | 5:20     |  |
| 8.                           | «Why Don't You Kiss Her?»                                               | 3:39     |  |
| 9.                           | «What's Your Name?»                                                     | 7:10     |  |
| 10.                          | «The Stupid Things»                                                     | 5:00     |  |
| 11.                          | «Beautiful Soul»                                                        | 4:26     |  |
| 12.                          | «Get Your Shine On»                                                     | 6:46     |  |
| 13.                          | «Without U» (Acoustic Version from Osaka Live Convention in Japan)      |          |  |
| 14.                          | «Beautiful Soul» (Acoustic Version from Osaka Live Convention in Japan) |          |  |

| DVD |                                                                           |          |  |
| N.º | Título                                                                    | Duración |  |
| 1.  | «Without U»                                                               | 3:58     |  |
| 2.  | «That Was Then»                                                           | 3:51     |  |
| 3.  | «Because You Live»                                                        | 3:43     |  |
| 4.  | «Good Life»                                                               | 3:17     |  |
| 5.  | «She's No You»                                                            | 3:21     |  |
| 6.  | «The Best Day Of My Life»                                                 | 2:50     |  |
| 7.  | «Take Your Sweet Time»                                                    | 5:20     |  |
| 8.  | «Why Don't You Kiss Her?»                                                 | 3:39     |  |
| 9.  | «What's Your Name?»                                                       | 7:10     |  |
| 10. | «The Stupid Things»                                                       | 5:00     |  |
| 11. | «Beautiful Soul»                                                          | 4:26     |  |
| 12. | «Get Your Shine On»                                                       | 6:46     |  |
| 13. | «Japan promo tour footage» (Using "Beautiful Soul" as background music)   |          |  |
| 14. | «Japan promo tour footage» (Using "Because You Live" as background music) |          |  |
| 15. | «Because You Live» (Promo video)                                          |          |  |